# Eusceptis
Eusceptis is een geslacht van vlinders van de familie Uilen (Noctuidae), uit de onderfamilie Acontiinae.

## Soorten
- E. effusa Druce, 1889
- E. extensa Strand, 1914
- E. flavifrimbriata Todd, 1971
- E. incomptilinea Todd, 1971
- E. irretita Hübner, 1823
- E. koehleri Todd, 1966
- E. lelae Todd, 1966
- E. obscura Schaus, 1898
- E. paraguayensis Draudt, 1939
- E. robertae Todd, 1966
- E. splendens Druce, 1896